# Viru Viru International Airport
Viru Viru International Airport är en flygplats i Bolivia.   Den ligger i departementet Santa Cruz, i den centrala delen av landet, 270 km nordost om huvudstaden Sucre. Viru Viru International Airport ligger 373 meter över havet.
Terrängen runt Viru Viru International Airport är platt. Runt Viru Viru International Airport är det tätbefolkat, med 297 invånare per kvadratkilometer.. Närmaste större samhälle är Santa Cruz de la Sierra, 16,4 km söder om Viru Viru International Airport.
Omgivningarna runt Viru Viru International Airport är huvudsakligen savann.

## Flygplatsen
Flygplatsen öppnades 1983 och det är landets mest använda flygplats med drygt 2 miljoner passagerare.